# Hilton Valentine
Hilton Valentine, rodným jménem Hilton Stewart Paterson Valentine (21. května 1943 North Shields, Anglie – 29. ledna 2021 Connecticut) byl anglický hudebník a skladatel, nejvíce známý jako zakládající člen a kytarista skupiny The Animals.